# Myospila leechi
Myospila leechi este o specie de muște din genul Myospila, familia Muscidae. A fost descrisă pentru prima dată de Zielke în anul 1974.
Este endemică în Congo. Conform Catalogue of Life specia Myospila leechi nu are subspecii cunoscute.